# Sylwia Gawlikowska
Sylwia Magdalena Czwojdzińska, po mężu Gawlikowska (ur. 25 lutego 1983 w Warszawie) – polska zawodniczka pięcioboju nowoczesnego, 7-krotna medalistka mistrzostw świata i 5-krotna medalistka mistrzostw Europy. Trzykrotnie startowała w igrzyskach olimpijskich: w 2004 w Atenach zajęła indywidualnie 6. miejsce, w 2008 w Pekinie ukończyła na 17. pozycji, a w 2012 w Londynie zajęła 12. miejsce.
W 2010 roku, podczas mistrzostw świata w chińskim Chengdu zdobyła z Remigiuszem Golisem złoty medal w premierowej konkurencji na mistrzostwach świata - sztafecie mieszanej.
Odznaczona Złotym Krzyżem Zasługi (2007). 

## Osiągnięcia

### Mistrzostwa świata
| Mistrzostwa świata | Miejsce   | Rok  | Konkurencja       | Rezultat  |
| ------------------ | --------- | ---- | ----------------- | --------- |
| Warszawa 2005      | Warszawa  | 2005 | drużynowo         | 3.miejsce |
| Gwatemala 2006     | Gwatemala | 2006 | drużynowo         | 1.miejsce |
| Berlin 2007        | Berlin    | 2007 | sztafeta          | 2.miejsce |
| Budapeszt 2008     | Budapeszt | 2008 | drużynowo         | 1.miejsce |
| Budapeszt 2008     | Budapeszt | 2008 | sztafeta          | 3.miejsce |
| Londyn 2009        | Londyn    | 2009 | sztafeta          | 3.miejsce |
| Chengdu 2010       | Chengdu   | 2010 | sztafeta mieszana | 1.miejsce |

### Mistrzostwa Europy
| Mistrzostwa Europy | Miejsce       | Rok  | Konkurencja | Rezultat  |
| ------------------ | ------------- | ---- | ----------- | --------- |
| Montepulciano 2005 | Montepulciano | 2005 | drużynowo   | 2.miejsce |
| Budapeszt 2006     | Budapeszt     | 2006 | sztafeta    | 1.miejsce |
| Lipsk 2009         | Lipsk         | 2009 | sztafeta    | 3.miejsce |
| Debreczyn 2010     | Debreczyn     | 2010 | sztafeta    | 3.miejsce |
| Sofia 2012         | Sofia         | 2012 | sztafeta    | 2.miejsce |